# Pagan Moon
Pour plus de détails, voir Fiche technique et Distribution.
Pagan Moon est un dessin animé américain réalisé par Rudolf Ising, sorti en 1932.
Produit par Leon Schlesinger Studios et distribué par Warner Bros. Pictures ce dessin animé fait partie de la série des Merrie Melodies.

## Fiche technique
- Titre original : Pagan Moon
- Titre en français : inconnu
- Réalisation : Rudolf Ising
- Producteurs : Hugh Harman, Rudolf Ising et Leon Schlesinger
- Musique : Frank Marsales
- Société de production : Leon Schlesinger Studios
- Société de distribution : Warner Bros. Pictures
- Durée : 6 minutes 56 secondes
- Format : noir et blanc - mono
- Langue : anglais
- Pays :  États-Unis
- Date de sortie :  États-Unis : 31 janvier 1932
- Genre : Dessin-animé
- Licence : domaine public[1]